# Redyki
Redyki (deutsch Reddicken) ist ein Ort in der polnischen Woiwodschaft Ermland-Masuren und gehört zur Landgemeinde Dubeninki (Dubeningken, 1938 bis 1945 Dubeningen) im Kreis Gołdap (Goldap).

## Geographische Lage
Redyki liegt im äußersten Nordosten der Woiwodschaft Ermland-Masuren unmittelbar an der Grenze zur Woiwodschaft Podlachien, die hier in etwa den Verlauf der einstigen Grenze zwischen dem Deutschen Reich und Polen aufnimmt.

## Geschichte
Die heutige kleine Siedlung (polnisch: osada) Redyki wurde bereits vor 1590 gegründet und hatte im Laufe der Jahrhunderte Namen wie Ridicklauken (nach 1590) oder Reddigken (nach 1785). Im Jahre 1874 kam Reddicken zum neu errichteten Amtsbezirk Dobawen, der – 1939 in „Amtsbezirk Dobauen“ umbenannt – bis 1945 bestand und zum Kreis Goldap im Regierungsbezirk Gumbinnen der preußischen Provinz Ostpreußen gehörte.
Im Jahre 1910 waren in Reddicken 62 Einwohner gemeldet, deren Zahl bis 1933 auf 71 anstieg und 1939 noch 72 betrug.
In Kriegsfolge kam das Dorf 1945 mit dem südlichen Ostpreußen zu Polen und erhielt die polnische Bezeichnung „Redyki“. Heute ist der kleine Ort eine Ortschaft im Verbund der Gmina Dubeninki im Powiat Gołdapski in der Woiwodschaft Ermland-Masuren.

## Kirche
Die mehrheitlich evangelische Bevölkerung Reddickens war vor 1945 in das Kirchspiel der Kirche Szittkehmen (der Ort hieß zwischen 1936 und 1938: Schittkehmen, 1938 bis 1945: Wehrkirchen, polnisch: Żytkiejmy) im Kirchenkreis Goldap innerhalb der Kirchenprovinz Ostpreußen der Kirche der Altpreußischen Union eingepfarrt. Die wenigen katholische Kirchenglieder waren zur Pfarrkirche nach Goldap im Bistum Ermland hin orientiert. Heute betrachtet die überwiegend katholische Einwohnerschaft Redykis das einst evangelische Gotteshaus in Żytkiejmy als ihre Pfarrkirche, die jetzt zum Dekanat Filipów im Bistum Ełk (Lyck) der Katholischen Kirche in Polen gehört. Die evangelischen Einwohner sind in die Kirchengemeinde in Gołdap eingegliedert, einer Filialgemeinde der Pfarrei in Suwałki in der Diözese Masuren der Evangelisch-lutherischen Kirche in Polen.

## Verkehr
Redyki ist über eine Nebenstraße zu erreichen, die unweit Żerdziny (Serteggen, 1938 bis 1945 Serteck) nahe Żytkiejmy von der Woiwodschaftsstraße 651 in südlicher Richtung abzweigt. Eine Bahnanbindung besteht nicht mehr, seit die Bahnstrecke Gumbinnen–Goldap mit der nächstgelegenen Bahnstation in Żytkiejmy gleich nach 1945 in Kriegsfolge außer Betrieb gestellt wurde.